# Bisdom Guajará-Mirim
Het bisdom Guajará-Mirim (Latijn: Dioecesis Guaiaramirensis) is een rooms-katholiek bisdom met als zetel Guajará-Mirim, in Brazilië. Het bisdom is suffragaan aan het aartsbisdom Porto Velho.

## Geschiedenis
Het bisdom werd opgericht op 1 maart 1929, als de territoriale prelatuur Guajará-Mirim, uit delen van de territoriale prelatuur Porto Velho en het bisdom São Luíz de Cáceres, en was suffragaan aan het aartsbisdom Cuiabá. Op 16 oktober 1979 werd het verheven tot bisdom. Op 4 oktober 1982 wisselde het van kerkprovincie en werd suffragaan aan het aartsbisdom Porto Velho.

## Parochies
Het bisdom had in 2021 een oppervlakte van 91.282 km2 en telde 206.600 inwoners waarvan 57,3% rooms-katholiek was.

## Bisschoppen
- Francisco Xavier Elias Pedro Paulo Rey (19 mei 1945 - 12 maart 1966)
- Luiz Roberto Gomes de Arruda (12 maart 1966 - 3 november 1978; coadjutor sinds 24 april 1964)
- Geraldo João Paulo Roger Verdier (31 juli 1980 - 8 december 2011)
  - José María Pinheiro (hulpbisschop: 12 februari 1997 - 6 augustus 2003)
- Benedito Araújo (8 december 2011 - heden; coadjutor sinds 23 maart 2011)

Porto Velho (aartsbisdom) · Cruzeiro do Sul · Guajará-Mirim · Humaitá · Ji-Paraná · Lábrea (territoriale prelatuur) · Rio Branco